# خانات بغداد

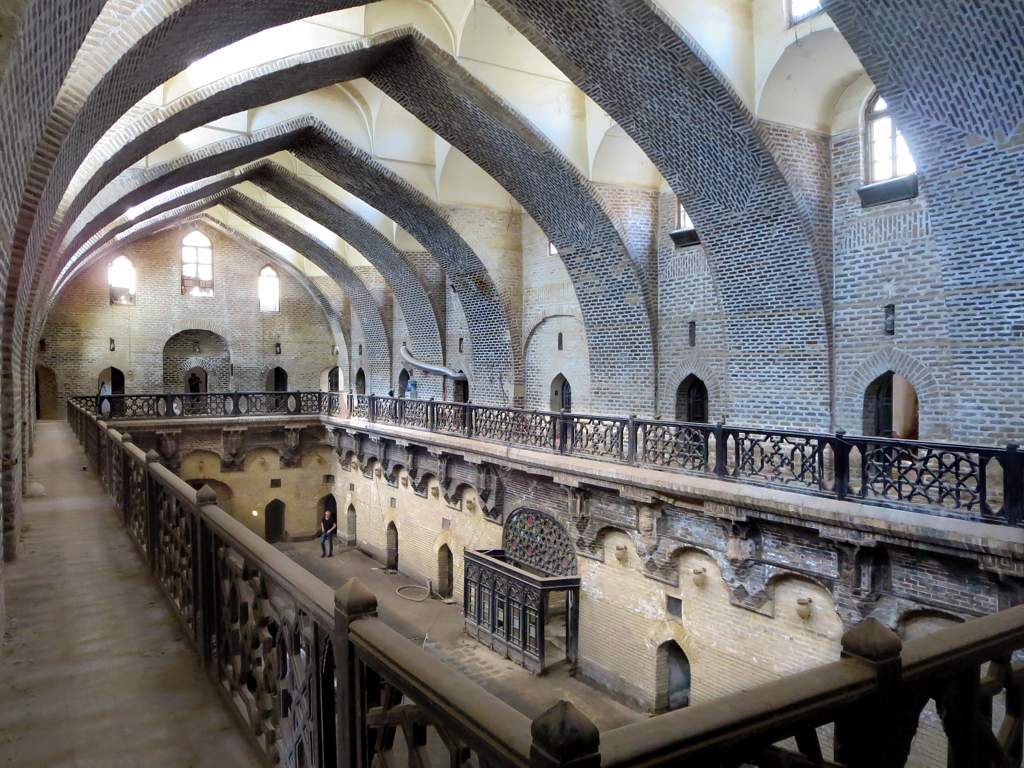
البهو الداخلي في مبنى خان مرجان

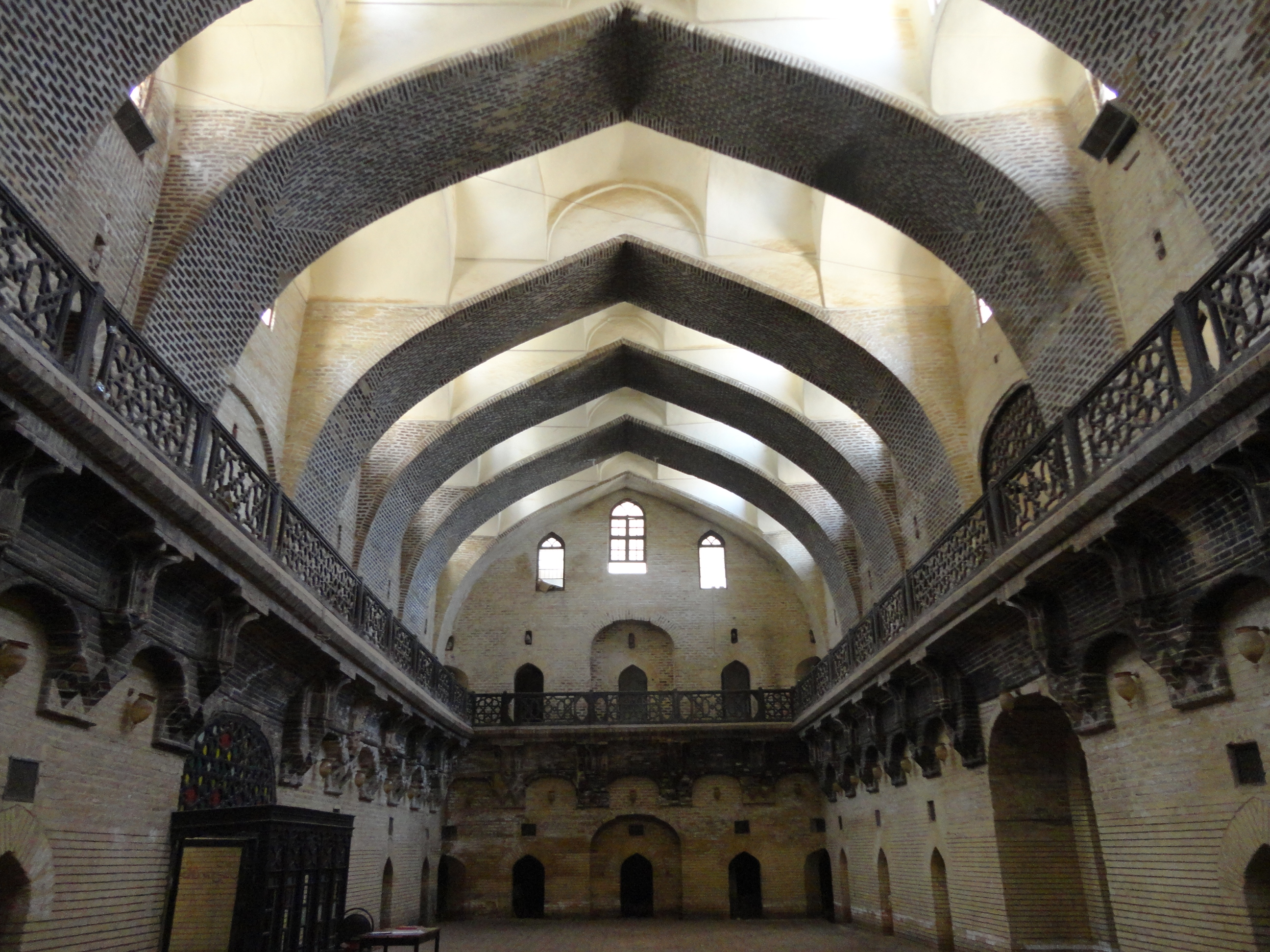
سقف مبنى خان مرجان وهو معقود من الطابوق

كانت مدينة بغداد في عهد الدولة العثمانية تحتوي على مباني لايواء واسكان المسافرين واللاجئين وأبناء السبيل تسمى الخان وجمعها خانات، والخان لفظةٌ فارسيّة الأصل، أُطلِقت على مكان مبيت المُسافرين وهي الفنادق في العصر الحالي، وكان الميسورين من أهل بغداد يتخذون من بناء الخانات وسيلة للتجارة وكسب المال، وكان الخان عبارة عن مبنى واسع فيه رحبة تضم عددا من الغرف والمخازن تسمى الخانات، وقد تميزت بغداد بخاناتها الواسعة والتي اتخذت مواقع للتجارة قديما وكذلك لإيواء الفقراء والمساكين ومن هذه الخانات:
- خان أمين الدين مرجان ويسمى خان الأورتمة الذي شيده أمين الدين مرجان على طراز معماري غريب تتجلى فيه الزخرفة والفن الإسلامي التراثي وقد وقفه على مدرسته المرجانية، وهو أقدم خان موجود لحد الآن في بغداد، ولقد شيد عام 670 هـ/1358م، يقع في شارع البنوك ويقابل من جهة الشرق جامع مرجان ولقد صار مبنى الخان الآن متحفا للآثار القديمة.[1]
- خان اللاوند. ويقع هذا الخان في سوق الفضل ولقد شيده الوزير داود باشا والي بغداد سنة 1232هـ /1816م،
- خان قابچيلر كهيه سي (خان رئيس البوابين إسماعيل اغا) وهو واقع في سوق البزازين على طريق شارع الصفافير.
- خان دله.
- خان جغان، وهو خان كان يستخدم كفندق للمسافرين في بغداد بني خلال القرن الرابع عشر ميلادي. أهمل مبنى الخان وتعرض إلى الضرر والهدم في عام 1929م، وهو واحد من أشهر الخانات في مدينة الشورجة التجارية بوسط بغداد. حيث يعود بناؤه إلى أيام الوالي جغالة زاده سنان باشا عام 1592.
- خان الباچه چي.
- خان النخلة أو خان مخزوم.
- خان كبه الكبير.
- خان كبه الصغير.
- خان الدفتر دار.
- خان محمد سعيد جلبي الشابندر.
- خان الحاج ياسين جلبي الخضيري.
- خان باب المعظم.
- خان البرزنلي.
- خان الدجاج الواقع في سوق العطارين.
- خان حجي مراد.
- خان المواصلة: استخدم قسماً من المدرسة المستنصرية كخان لتجار الموصل وذلك سنة 1907م.
- خان الزرور: يقع بالقرب من خان مرجان في سوق الخياطين
- خان القوندرجية: يقع في سوق القندرجية (الجوقة جية) مقابل جامع الوزير.
- خان الذهب الكبير: يقع في سوق القزازين.
- خان الذهب الصغير: ايضاً يقع في سوق القزازين.
- خان فتح الله عبود: كان يعرف بخان اللكي، ويقع في بداية سوق الآغا في شارع الرشيد وشمال جامع مرجان.
- خان الكمرك: وهو عند تلاقي الكمرك بسوق الصياغ وهو صغير الحجم وكان متصلاً بالمدرسة المستنصرية.
- خان القبلانية: وموضعه في سوق القبلانية.
- خان الوقف: ويقع قبالة جامع مرجان.
- خان درويش علي: يقع في الشارع المتفرع من سوق الصفافير والنافذ إلى الدنكجية.
- خان الريجي: كذلك يقع في الشارع المتفرع من سوق الصفافير والنافذ إلى الدنكجية.
- خان المميز: أيضا قريب من خان درويش علي والريجي.
- خان الرماح: ويقع في سوق الخردة فروشية.
- خان العادلية: يقابل المحكمة الشرعية وبجانب جامع العادلية الكبير.
- خان الصفافير: وهو عند مدخل سوق الصفافير من جهة سوق الجوخجية.
- خان المصبغة: وموقعه من يمين المتوجه إلى شريعة المصبغة يلاصق خان الخفافين من جهاته الداخلية.
- خان اللوقنطة: يقع في سوق الموله خانه مقابل سوق القرطاسية.
- خان الجسر: في آخر سوق القرطاسية.
- خان الزئبق: ويقع في الدنكجية.
- خان التمر: ويقع في الشارع الذاهب إلى شريعة خان التمر.
- خان الكبابجية (المعضماوي): ويقع في سوق الكبابجية.[2]